# Mafille Woedikou
Afi Apeafa Woedikou, meglio nota come Mafille Woedikou (Agoè Nyivé, 15 luglio 1994), è una calciatrice togolese, attaccante del Thonon Évian e della nazionale togolese.

## Carriera

### Club
Cresciuta calcisticamente in patria, nel 2019 si trasferisce in Francia al Trois Cités Poitiers.
Nello stesso paese gioca poi per Auxerre, Yzeure, con la quale raggiunge la finale di coppa di Francia, e Strasburgo.
Nell'estate 2023 si trasferisce sempre in Francia al Nantes, militante in Division 2 Féminine. Dopo aver fatto il suo debutto in campionato il 16 settembre 2023 contro l'Albi Marssac (vittoria per 3-5), il 19 novembre successivo debutta in coppa di Francia con una quaterna ai danni dello Châteauroux.
A fine stagione, conquista da comprimaria la prima storica promozione in Première Ligue. Tuttavia, non viene riconfermata in rosa e il 13 agosto 2024 viene acquistata dal GPO Kastorias. L'esperienza con le greche dura poco, infatti a novembre torna in Francia aggregandosi al Thonon Évian. Il 2 dicembre successivo, all'esordio con il club in coppa di Francia mette a segno la sua prima rete.

### Nazionale
A inizio 2018 la selezionatrice Kaï Tomety la convoca per la prima edizione della WAFU Zone B Women's Cup, torneo che vede impegnate le nazionali femminili della Zona B della West Africa Football Union. In quell'occasione la nazionale togolese, inserita nel gruppo B della fase a gironi, viene eliminata per la netta superiorità tecnica delle avversarie Tomety la richiama anche per l'edizione successiva del 2019, dove la sua nazionale, pur venendo ugualmente eliminata alla fase a gironi, riesce a ottenere una vittoria, per 2-1 sul Senegal, nell'ultimo incontro, e dove Woedikou è autrice della doppietta e viene nominata miglior giocatrice della partita.
In seguito Tomety la inserisce in rosa con la squadra che affronta le qualificazioni alla Coppa delle nazioni africane di Marocco 2022 e che si qualifica per la fase finale, dove Woedikou sigla 2 delle 3 reti segnate dalla sua nazionale prima dell'eliminazione alla fase a gironi. In quell'occasione viene indicata tra le giocatrici più promettenti della squadra.
Due anni più tardi con le Ladies Sparrowhawks disputa la fase di qualificazione alla successiva Coppa delle nazioni africane, rendendosi tra le artefici del passaggio al secondo turno, autrice complessivamente di 7 reti nei due incontri con il Gibuti, per poi essere eliminate dalla Tanzania.